# Энергетика КНР

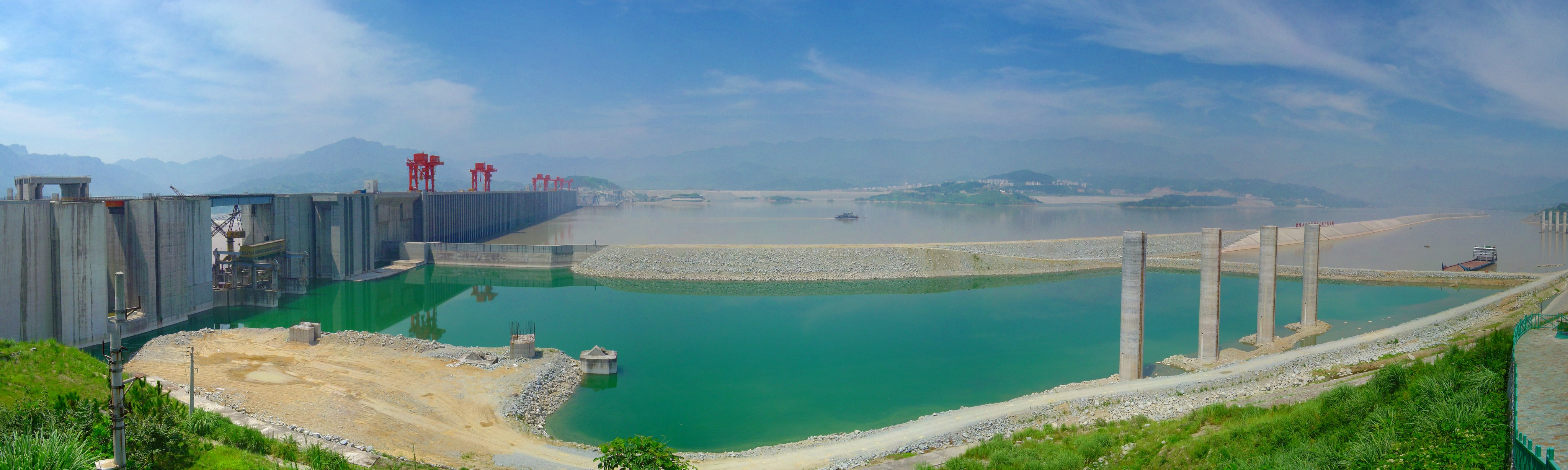
Водохранилище ГЭС Три ущелья

Энергетика Китайской Народной Республики — бурный экономический рост ставит КНР во всё большую зависимость от импорта энергоресурсов. Это двусторонний процесс, в результате которого Китай всё больше влияет на мировые рынки энергоресурсов, энергетическую политику других стран, мировые цены на энергоресурсы, стимулирует прирост производства, а также перераспределение и создание новых каналов поставок. 
Энергобезопасность становится при этом вопросом национальной безопасности, сохранения темпов экономического развития, а также экологии.

## Обзор

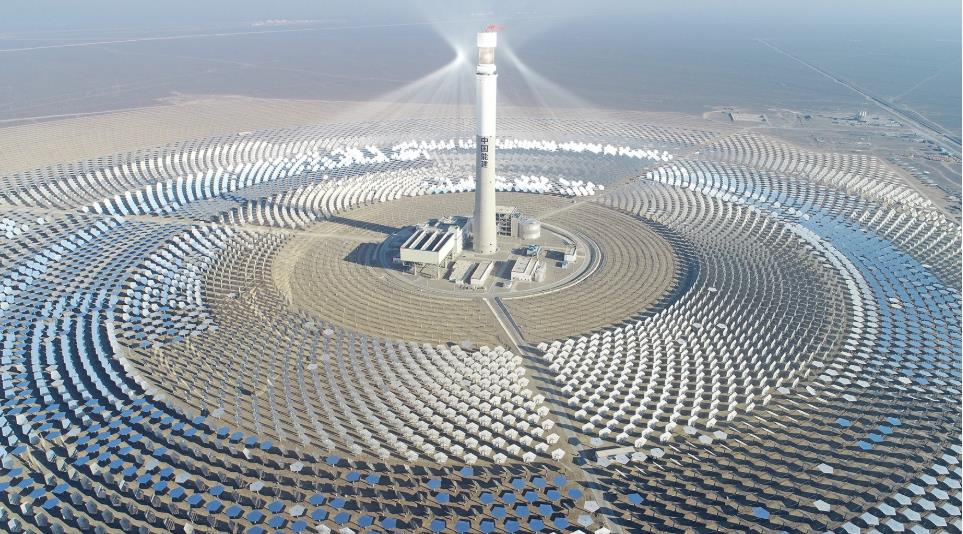
Электростанция на расплавленной соли в городе Хами

Китай некогда обеспечивал энергоресурсами не только себя, но и своих соседей — Южную Корею и Японию.
С 1993 года он переместился из первой группы поставщиков энергоресурсов во вторую, став нетто-импортёром нефти, а ещё через 10 лет — в 2003 году он занял второе место в мире после США по импорту нефти (так, в настоящее время доля импорта Китая на мировом рынке нефти — 18,6 % (2017), а в мировом росте спроса с 2000 года — 30 %), при этом по расчётам Кембриджской ассоциации энергетических исследований (CERA), на всю Азию в течение следующих 15 лет придётся половина совокупного роста потребления нефти. Таким образом, можно с полной уверенностью говорить о том, что наметился постепенный переход доминирования в сфере энергетики от развитых к развивающимся странам.
В 2013 году потребление первичных энергоресурсов составило 2852,4 млн тонн нефтяного эквивалента, из которых:
- на уголь пришлось 67,5 %,
- на нефть — 17,8 %,
- на гидроэнергию — 7,2 %,
- на природный газ — 5,1 %,
- на ядерную энергию — 0,9 %,
- на прочие возобновляемые источники — 1,5 %.

В конце 2010-х стремление правительства снизить вред от угольной энергетики, которая покрывала 60 % потребностей Китая, привело к закрытию нескольких электростанций и ограничению работы ключевых предприятий (по указу властей компании вынуждены полностью приостанавливать производство на несколько дней в неделю, чтобы экономить электроэнергию).
В 2021 г. экстремальные погодные условия, растущий спрос и строгие ограничения по использованию угля привели Китай к катастрофической нехватке электроэнергии: дефицит может сильно сократить объёмы производства практически во всех отраслях, включая ключевые – строительную и обрабатывающую; связанные с этим сбои в производстве и цепочке поставок могут поставить под угрозу мировую экономику.
Реализуется программа по переводу отопления с угля на газ, солнце и другие источники энергии, что привело к существенному снижению загрязнения воздуха в городах Китая. В густонаселённых районах Китая широко используется газ, а также электронагреватели, питающиеся от электростанций различных типов. В Тибете и других подходящих регионах внедряется центральное солнечное отопление, в частности строятся солнечные тепловые электростанции на расплавленной соли.

## Энергоносители
Бурный рост экономики Китая увеличил спрос на сырьё и топливо так, что стране уже не хватает собственных запасов.
Потому в новом (2015) законе о национальной безопасности КНР включено положение о защите национальной безопасности Китая в Арктике (богатой энергоресурсами). Согласно планируется использование топлива из арктических районов, в том числе севера РФ и её континентального шельфа. Как отметил специалист, использование северных топливных ресурсов имеет для Китая критическое значение, позволяя продолжить реформы, а главное - сохранять внутреннюю политическую стабильность.

### Уголь

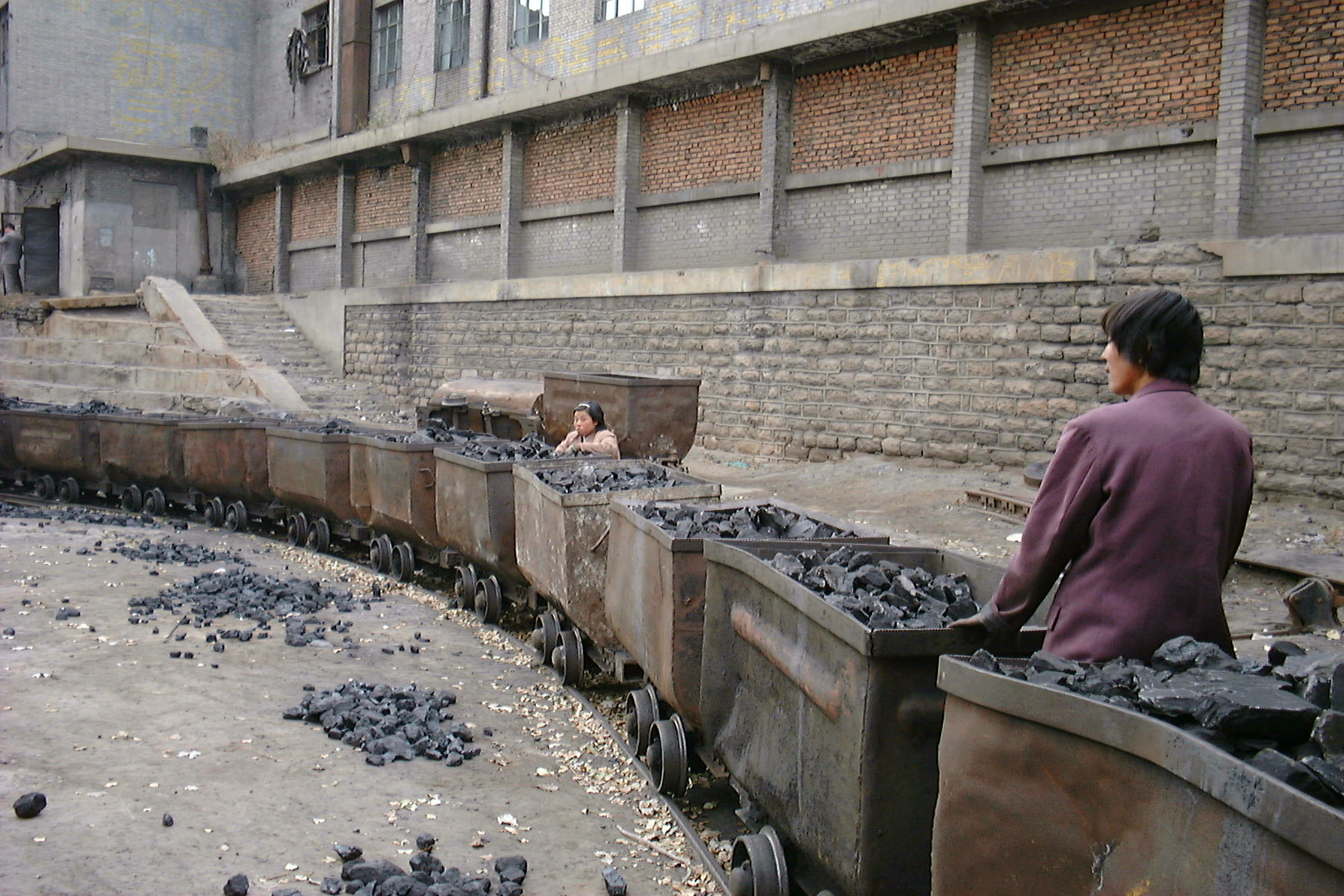
На шахте: выборка кусков угля из пустой породы (1999 г.)

Уголь — основной источник энергии в индустриальном секторе, в первую очередь — в производстве стали.
До 1993 года перед Китаем проблема энергетической безопасности так остро не стояла, в первую очередь, из-за богатых запасов угля. Уголь всегда занимал значительное место в энергобалансе КНР, более 70 % от всех потребляемых ресурсов. В связи с этим Китай был мало подвержен мировым колебаниям цен на энергоресурсы, осуществляя стратегию самообеспечения.
С 1992 года государство постепенно стало снижать контроль цен на уголь, но это привело не к либерализации, а к тому что цены в итоге стали устанавливаться по уговору между крупными государственными компаниями-производителями и крупными закупщиками конечной продукции. В результате внутренние цены на 5-7 долларов за тонну превышают международные на высококачественный каменный уголь.
Высокие внутренние цены на уголь и проблемы транспортировки в сочетании с ростом потребления угля привели к тому, что впервые в первом квартале 2007 года Китай стал чистым импортёром угля. Это послужило тревожным сигналом, выявившим недостаточное финансирование инфраструктуры в угольной промышленности и устранения аварий на производстве.
После того, как в 2003 году экспорт угля достиг отметки в 70 млн тонн, объёмы экспорта стали падать. Происходило наращивание импорта в основном из Индонезии и Австралии (далее идёт Россия). Руководство крупнейших угольных корпораций заверяет, что это лишь временная мера, и проблема будет в скором времени решена за счёт наращивания местного уровня производства. Однако по оценке Energy Information Administration, импорт коксующегося угля будет только расти, и если в 2004 году он составил 7 млн тонн, то в 2030 году будет равен 59 млн тонн.
В 2010 году объём добычи составил 3,2 млрд тонн, вдвое больше, чем в США (второго по величине производителя угля).
Главная проблема удовлетворения внутреннего спроса в энергоресурсах за счёт угля заключается в рассредоточенности его месторождений по всей стране. На востоке и юго-востоке страны, на которые приходится половина ВВП Китая, находятся лишь 17 % запасов угля и в результате более 60 % угля транспортируется по железным дорогам в среднем на расстояние 550 км, что вызывает перегруженность путей, частые аварии и, как следствие, перебои в поставках.
Сообщения о взрывах и затоплении шахт поступают практически еженедельно, но ситуация не меняется уже в течение нескольких десятков лет. По официальной статистике ежегодно от аварий в шахтах погибает около 6 тыс. человек (реальная цифра в несколько раз больше). Это привело к тому, что многие угольные шахты были закрыты после серии аварий. 
Помимо наращивания производства необходимо производить и переоснащение отрасли, иначе китайские производители не смогут конкурировать с иностранными, поставляющими более качественный уголь по более низким ценам.
Также проводится поиск технологий добычи и переработки угля, наносящих меньший ущерб экологии. В качестве дополнительного потенциала рассматривается производство метана из угольных пластов, ресурсы которого оценены в 35 трлн м³. Ранее метод получения нефти путём сжижения каменного угля (coal to liquids, CTL) не пользовался особой поддержкой в связи с его дороговизной и по экологическим соображениям, но в последнее время он получает всё большее распространение.

В 2004 году Китай заключил сделку с южноафриканской компанией-обладателем уникальной технологии по сжижению угля, Sasol Limited по строительству двух заводов в провинции Шаньси и Нинся-Хуэйском автономном районе.
Также, к концу 2007 должно быть завершено строительство первого завода по сжижению угля мощностью 60 тысяч баррелей в день в Автономном районе Внутренняя Монголия.
Таким образом, поскольку уголь, так или иначе, будет преобладать в структуре энергобаланса КНР, то наиболее рациональным решением станет технологическое переоснащение отрасли, повышение эффективности при снижении воздействия на окружающую среду, а также новых способов производства.
В 2017 году ТЭС Тогто стала крупнейшей тепловой электростанцией в мире.
Китай в середине 2010-х[уточнить] объявил о масштабном переходе с угля на газ..
К концу 2010-х годов правительство закрыло нескольких электростанций, что привело к ограничению работы ключевых предприятий экономики (по указу властей компании вынуждены полностью приостанавливать производство на несколько дней в неделю, чтобы экономить электроэнергию).
В 2020-х годах главным поставщиком угля является Индонезия, далее идёт Россия. В мае 2022 года Китай отменил пошлины на российский уголь, из-за резкого роста цен на энергоносители, эта мера позволила нарастить поставки из РФ до рекордных значений в 2023 году. Пошлины были восстановлены на прежнем уровне в начале 2024 года, поставки из РФ стали менее конкурентными и резко сократились.

### Нефть
Первая нефть была добыта в Китае в 1949 году; с 1960 года началась разработка месторождения Дацина.
1993 год стал поворотным для китайской энергетики, обозначив окончание эпохи самообеспечения. Китай впервые с 1965 года испытал нехватку нефти. До 1965 года КНР также испытывал недостаток этого вида топлива, импортируя его из СССР. Однако после разработки крупных месторождений Дацина Китай смог к началу 70-х обеспечивать нефтью не только себя, но и своих соседей. Впоследствии также был открыт и ряд других месторождений на востоке страны. Экспорт нефти, кроме того, был одним из основных источников иностранной валюты.
С начала же 1980-х, из-за нехватки инвестиций в нефтяную отрасль, истощения старых месторождений и недостатка новых, темпы роста производства нефти начинают падать. Новые месторождения находятся по большей части на западе страны, в основном в Синьцзян-Уйгурском автономном районе. Однако добыча в них почти вдвое отстаёт от проектной и в текущем десятилетии не превысит 25 млн тонн в год. Последствия неэффективности осуществления стратегии самообеспечения проявились в том, что Китай, на который «нефтяные шоки» 1973 и 1978 годов не оказали никакого влияния, не стал, подобно западным странам, разрабатывать энергосберегающие технологии и концентрировать внимание на проблемах энергетической безопасности, в том числе эффективной добычи при нанесении минимального вреда окружающей среде. Это является сейчас главным препятствием, к примеру, на пути разработки месторождений Таримского бассейна. Тем не менее разведка нефтяных месторождений в КНР велась очень активно — за 1997—2006 гг. открыто 230 месторождений. По состоянию на начало 2010-х годов почти всю добычу и переработку нефти в стране контролировали три государственные компании.
Доказанные запасы нефти в Китае на начало 2006 года составили 18,3 млрд баррелей. К 2025 году эта цифра увеличится ещё на 19,6 млрд баррелей. При этом неразведанные запасы составляют 14,6 млрд баррелей.
В целях преодоления зависимости от импорта также планируется проведение более интенсивной добычи запасов газа и нефти на шельфе, которые ведёт Китайская национальная нефтяная шельфовая компания (CNOOC).
При решении проблемы энергетической безопасности руководство Китая в первую очередь делает упор на диверсификацию источников поставок. В первой половине 90-х поставки в основном осуществлялись из порядка 5 стран, а уже в 97 году их количество достигло 35. В 2000 г. импорт нефти из стран Ближнего Востока составляло 47%, из стран АТР — 18 %, из Африки — 20 %. В 2005 году объём импорта нефти в Китай  вырос всего на 3,3 % (составил 130 млн тонн) по сравнению с позапрошлым годом, тогда как прирост ВВП Китая в том же году превысил 9 %.
По состоянию на 2004 год более одной трети расходуемой Китаем нефти зависело от импорта. В истекшие к 2004 году десять лет среднегодовой рост потребления нефти в Китае составлял 6,7 %, а среднегодовой рост добычи нефти составлял лишь 1,75 %. В 2002 году добыча нефти составила 168 млн тонн, а объём потребления — 245 млн тонн.
Рост импорта также вызван и тем, что он обходится дешевле, чем разработка или внедрение более эффективных способов добычи на месторождениях в самом Китае (хотя, в лучших традициях составления социалистических планов, переоснащение отрасли должно быть завершено к 2020 году). Внутреннее производство, несмотря на государственное субсидирование, будет падать (особенно после вступления в ВТО и постепенного устранения нетарифных импортных барьеров и квот), поскольку себестоимость китайских нефтепродуктов выше импортных примерно на 50 %.

### Газ
На природный газ приходится лишь 3-4 % энергопотребления, в то время как в большинстве остальных стран эта цифра составляет 21-25 % и, в целях диверсификации потребления энергетических ресурсов, Китаю необходимо увеличить долю потребления природного газа.
По оценкам Управления энергетической информации Министерства энергетики США, потребление этого вида топлива, начиная с 2003 по 2030 год, будет расти в среднем на 6,8 % ежегодно; к 2020 году Китай будет потреблять 200 млрд кубометров природного газа, и только 120 млрд из них будут покрываться за счёт внутренних источников.
До 2009 года Китай в целом обеспечивал себя природным газом, но затем появилась потребность в импорте.
Китай получает трубопроводный газ у пяти поставщиков: России, Казахстана, Туркмении, Узбекистана и Мьянмы.
В 2003—2013 гг. производство природного газа в КНР выросло с 35,0 до 117,1 млрд кубометров.
Одним из способов снижения зависимости от внешних поставок нефти является разработка внутренних запасов газа, который также потом можно транспортировать в сжиженном состоянии. Учитывая слабую геологическую изученность территории КНР — ресурсы природного газа должны быть довольно значительными, однако планы по их разработке и освоению — дело далёкой перспективы.
На данный момент 40 % газа поступает с газовых месторождений провинции Сычуань, остальная добыча — это в основном попутный газ с нефтяных месторождений; в 2009 году в стране было сжижено около 18 млн тонн попутного газа.
Также, в перспективе осуществление поставок газа с шельфа Южно-Китайского моря, но на данный момент они крайне незначительны.
Внутренние источники газа сильно ограничены, поэтому отдельный раздел стратегии энергетической безопасности занимает диверсификация энергоресурсов за счёт увеличения поставок сжиженного природного газа (СПГ), в первую очередь для производства электроэнергии. Также, это снижает количество вредных выбросов в атмосферу, за счёт частичного замещения угля газом.

Поставки СПГ в КНР начались в 2006 г. Первый импортный СПГ-терминал в КНР (Dapeng LNG Terminal в Гуандуне) начал приём сжиженного газа с лета 2006 года (поставки из Австралии).
Основным поставщиком СПГ до 2012 года являлась Австралия — в 2011 году из импортированных КНР 12,0 млн т СПГ на поставки из Австралии пришлось 30,1 % (3,62 млн т). В 2012 году главным поставщиком СПГ в КНР стал Катар, на него пришлось 34,0 % импорта этого энергоносителя (4,93 млн т), поставки из Австралии составили 24,0 % (3,48 млн т); далее следовали Индонезия (2,39 млн т), Малайзия (1,8 млн т), Йемен (0,58 млн т), Россия (0,36 млн т) и др.
Китай в середине 2010-х[уточнить] объявил о масштабном переходе с угля на газ, создав тем самым очень благоприятные ценовые условия для СПГ; планируется, что к 2020 году спрос на СПГ в КНР вырастет в 10 раз по сравнению с уровнем 2006 года (пока же большинство проектов тормозится из-за высоких цен на импортный СПГ, по сравнению с ценами на энергоносители внутреннего производства). Основная доля поставок СПГ будет приходиться на южные провинции КНР — Гуандун и Фуцзянь, потому что на них приходится самый высокий показатель промышленного роста, и они могут позволить себе закупать более дорогостоящий по отношению к углю СПГ. Также, осуществляются программы по газификации наиболее крупных городов, начиная с Шанхая и Пекина.
Основная статья о газопроводе из России — Сила Сибири (поставки — с декабря 2019 г.).

## Электроэнергетика
Электроэнергетика — ключевая отрасль народно-хозяйственного комплекса Китая, опережающее развитие которой положило начало бурному развитию страны и выводу её на лидирующие позиции в мире. В соответствии с прогнозом IEO-2019 вплоть до 2050 года экономика Китая будет занимать, при прочих равных условиях, первую строчку в мире по валовому внутреннему продукту (по паритету покупательной способности), темпам развития электроэнергетического комплекса.
По официальным данным, в 2023 году установленная мощность электрогенерации в Китае достигла 2919,65 млн кВт (рост на 13,9 % к предыдущему году), было произведено 9456,44 млрд кВт⋅ч электроэнергии (+6,9 % к 2022 году). Более половины от установленной мощности пришлось на электростанции, использующие возобновляемую энергию. 
| Статистические данные за 2023 год | Статистические данные за 2023 год     | Статистические данные за 2023 год |
| Тип электростанций                | Установленная мощность, млн кВт (ГВт) | Электрогенерация, млрд кВт⋅ч      |
| --------------------------------- | ------------------------------------- | --------------------------------- |
| ТЭС                               | 1390,32                               | 6265,74                           |
| СЭС                               | 609,49                                | 584,15                            |
| ВЭС                               | 441,34                                | 885,87                            |
| ГЭС                               | 421,54                                | 1285,85                           |
| АЭС                               | 56,91                                 | 434,72                            |

На 2016 год производство электроэнергии оценивалось в 5,88 трлн кВт⋅ч, а потребление — 5,56 трлн кВт⋅ч, по обоим показателям это первое место в мире. Также Китай лидирует по электрогенерирующих мощностями — 1,653 млрд кВт. В распределении генерирующих мощностей по типам электростанций на тепловые приходится 62 %, атомные — 2 %, гидроэлектростанции — 18 %, альтернативные — 18 %. Экспорт электроэнергии составил 18,91 млрд кВт⋅ч (10-е место в мире), а импорт — 6,185 млрд (33-е место).
|  |  |

### Ключевые субъекты электроэнергетического комплекса

Установленная мощность-брутто 5 крупнейших генерирующих компаний Китая на конец 2019 года, МВт

- Крупнейшие энергетические компании, имеющие генерирующие активы[21]: CHN Energy (China Energy Investment Corporation), CHNG (China Huaneng Group), CHD (China Huadian Corporation), SPIC (State Power Investment Corporation) и CDT (China Datang Corporation).
- Системные операторы, электросетевые компании: SGCC (State Grid Corporation of China]; системный оператор, крупнейшая электросетевая компания мира, один из двух системных операторов Единой национальной энергетической системы) и CSG (China Southern Power Grid Co.; системный оператор, обслуживающий электрические сети пяти южных провинций.

### Электроэнергетический комплекс (генерация). Тенденции и структура
Установленная мощность-брутто электростанций на конец 2019 года — 2,01 ТВт, производство электроэнергии-брутто за 2019 г. — 7,32 трлн кВт∙ч (предварительно) .
|  |  |
|  |  |
|  |  |

Только за период с 2007 по 2017 годы фактические капиталовложения в электроэнергетический комплекс составили около 7,6 трлн CNY (или 42,7 % от суммарных инвестиций в производство электрической энергии и тепла), в том числе: 3,6 трлн CNY — генерация и 4,0 трлн CNY — электрические сети

### Теплоэнергетика
|  |  |

### Гидроэнергетика
|  |  |

### Ядерная энергетика
Официальное начало атомной энергетики в Китае — 20 марта 1985 года, когда началось строительством реактор Qinshan-1 (тип — PWR, установленной мощностью-брутто — 310 МВт) на Циньшанской АЭС, он начал работу 15 декабря 1991 года.
По данным на апрель 2016 года, суммарная мощность 17-и китайских АЭС составляла 28 800 МВт, что давало чуть более 3 % от всей выработки электроэнергии в стране.
На 1 января 2021 года в КНР на 17 АЭС имелось уже 50 реакторов, общей установленной мощностью-нетто в 47 518 МВт.
Китай собирается увеличить число ядерных реакторов до 110 к 2030 году и стать одним из крупнейших в мире потребителей атомной энергии. Согласно проекту плана 13-й пятилетки (2016—2020) Китай выделит 500 млрд юаней (78 млрд долларов) на строительство атомных станций с использованием своих ядерных технологий, прибавляя от шести до восьми атомных реакторов ежегодно, начиная с 2016 года

### Сравнительные интегральные характеристики электростанций Китая
|  |  |

### Средние цены на электроэнергию в Китае
Уровни средних цен на электроэнергию, отпускаемую с шин электростанций, и реализуемую населению иллюстрируются данными следующих диаграмм
|  |  |

## Возобновляемая энергетика
В 2009 году в Китае на возобновляемых источниках энергии работали электростанции суммарной мощностью 226 ГВт. 
Из них 
197 ГВт гидроэлектростанций, 
25,8 ГВт ветряных электростанций, 
3,2 ГВт на биомассе, и 
0,4 ГВт фотоэлектрических электростанций, подключённых к электрическим сетям.
Согласно статистическим данным Государственного управления по делам энергетики, на конец 2012 года общая мощность действующих в стране гидроэлектростанций составила 250 ГВт, их общая выработка электричества составила 800 000 ГВт⋅ч в год. При этом общая мощность действующих ветровых энергоблоков — более 60 ГВт, их выработка электроэнергии — приблизительно 100 000 ГВт⋅ч в год, общая мощность атомных энергоблоков — 12,57 ГВт, их выработка электроэнергии — 98 000 ГВт⋅ч в год, а общая мощность солнечных энергоблоков — 7 ГВт.
На конец 2019 г. доля ветряных электростанций (ВЭС) и солнечных электростанций (СЭС) в структуре установленной мощности-брутто электростанций Китая составляла соответственно 10,4 и 10,2 %. В структуре производства электроэнергии на долю ВЭС приходится 5,5 % и СЭС — 3,1 %.
К 2020 году правительство Китая планирует построить 300 ГВт новых гидроэлектростанций, 150 ГВт ветряных электростанций, 30 ГВт станций, работающих на биомассе, 20 ГВт фотоэлектрических электростанций. Суммарная мощность электростанций, работающих на возобновляемых источниках энергии, достигнет 500 ГВт, мощности всей электроэнергетики Китая вырастут до 1600 ГВт к 2020 году.
В 2024 году установленная мощность солнечной энергетики Китая составила 793,11 ГВт, ветровой 486,17 ГВт. В сумме 1279,28 ГВт. Доля солнца и ветра от всех энергомощностей Китая составило 40%.
Динамика развития солнечной и ветряной энергетики приведена в нижеследующих диаграммах
|  |  |

### Солнечная энергетика
На октябрь 2024 года установленная мощность солнечной энергетики Китая составила 793,11 ГВт.

### Ветроэнергетика

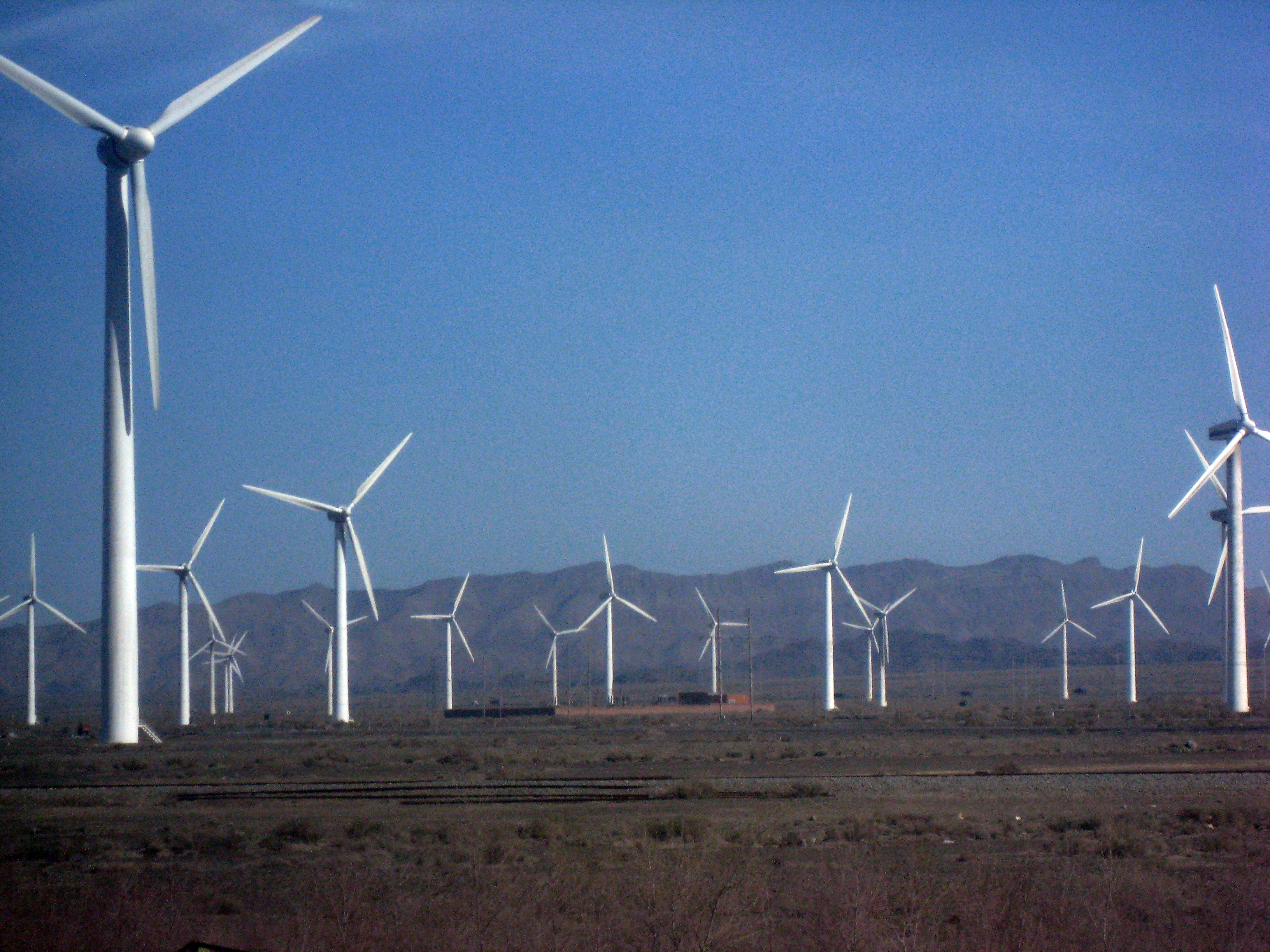
Ветряная электростанция в Китае (Синьцзян-Уйгурский автономный район)

Ветроэнергетика Китая — по данным на июнь 2015 года, в Китае работало 105 ГВт ветряных электростанций.
В конце 2009 года около 90 китайских компаний производили ветряные турбины, более 50 компаний производили лопасти и около 100 компаний производили различные компоненты.
В 2010 году Китай опередил США и стал мировым лидером по установленной мощности ветрогенераторов, превзойдя порог в 40 ГВт.
По плану 13-й пятилетки (2016—2020), Китай собирается ввести ещё 100 ГВт ветряных мощностей.
На октябрь 2024 года установленная мощность ветровой энергетики Китая составила 486,17 ГВт.